# Filmografia de Tim Burton
A carreira do cineasta, produtor cinematográfico e roteirista estadunidense Tim Burton teve início na década de 1970 através de pequenas atuações e figurações em filmes diversos como a animação de fantasia The Lord of the Rings (1978) e a comédia musical The Muppet Movie (1979). Antes de sua grande estreia como diretor, Burton também trabalhou no setor de animação e direção criativa do filme de ficção científica Tron (1982) e da animação The Black Cauldron (1985). Neste mesmo período, o jovem cineasta co-produziu pela Walt Disney Pictures o curta-metragem Frankenweenie (1984), que marcou seu rompimento com as tendências criativas da companhia. Em meados da década de 1980, Burton deu início à sua carreira como diretor de cinema com o filme Pee-wee's Big Adventure (1985), que mesclava comédia e aventura e foi estrelado por Paul Reubens como personagem-título. Em 1988, Burton consagrou-se pelos aspectos criativos sombrios e excêntricos da comédia e fantasia Beetlejuice (1988), estrelado por um grande elenco liderado por Alec Baldwin e Geena Davis e que alcançou um grande sucesso de bilheterias. Sua temática sombria foi explorada mais profundamente em Batman (1989) – primeira adaptação cinematográfica do personagem homônimo a alcançar sucesso de crítica e bilheteria a nível global – e o suspense Edward Scissorhands (1990), indicado ao Oscar de Melhor Maquiagem e ao BAFTA de Melhor Direção de Arte. 
Na década de 1990, Burton conduziu a produção e direção da animação The Nightmare Before Christmas (1993), baseado em um antigo projeto de animação de sua juventude. No ano seguinte, o diretor voltou a colaborar com o ator Johnny Depp no drama biográfico Ed Wood (1994). Ainda neste período, Burton dirigiu Batman Returns (1992) e produziu Batman Forever (1995), estabelecendo a chamada "Quadrilogia Burton" dos filmes de Batman. Nos anos seguintes, o diretor se dedicou à direção da animação James and the Giant Peach (1996), a comédia de ficção científica Mars Attacks! (1996) e o filme de fantasia Sleepy Hollow (1999).

## Filmografia

### Cinema
| Ano  | Filme                                          | Ocupação/Papel | Ocupação/Papel | Ocupação/Papel | Ocupação/Papel | Ref.   |
| Ano  | Filme                                          | Diretor        | Produtor       | Roteirista     | Outro          | Ref.   |
| ---- | ---------------------------------------------- | -------------- | -------------- | -------------- | -------------- | ------ |
| 1971 | The Island of Doctor Agor                      | Sim            |                | Sim            | Sim            | [ 6 ]  |
| 1978 | The Lord of the Rings                          |                |                |                | Sim            | [ 7 ]  |
| 1979 | The Muppet Movie                               |                |                |                | Sim            | [ 8 ]  |
| 1979 | Doctor of Doom                                 | Sim            |                | Sim            |                | [ 6 ]  |
| 1979 | Stalk of the Celery Monster                    | Sim            | Sim            | Sim            | Sim            | [ 6 ]  |
| 1981 | The Fox and the Hound                          |                |                |                | Sim            | [ 9 ]  |
| 1982 | Tron                                           |                |                |                | Sim            | [ 10 ] |
| 1982 | Luau                                           | Sim            | Sim            | Sim            | Sim            | [ 6 ]  |
| 1982 | Vincent                                        | Sim            |                | Sim            | Sim            |        |
| 1983 | Hansel and Gretel                              | Sim            |                | Sim            | Sim            | [ 6 ]  |
| 1984 | Frankenweenie                                  | Sim            |                | Sim            | Sim            |        |
| 1985 | The Black Cauldron                             |                |                |                | Sim            | [ 11 ] |
| 1985 | Pee-wee's Big Adventure                        | Sim            |                |                | Sim            | [ 12 ] |
| 1988 | Beetlejuice                                    | Sim            |                |                |                | [ 13 ] |
| 1989 | Batman                                         | Sim            |                |                |                | [ 14 ] |
| 1990 | Edward Scissorhands                            | Sim            | Sim            | Sim            |                | [ 15 ] |
| 1992 | Singles                                        |                |                |                | Sim            |        |
| 1992 | Batman Returns                                 | Sim            | Sim            |                |                | [ 16 ] |
| 1992 | Stay Tuned                                     |                |                |                | Sim            | [ 17 ] |
| 1993 | Hoffa                                          |                |                |                | Sim            | [ 18 ] |
| 1993 | Tim Burton's The Nightmare Before Christmas    |                | Sim            | Sim            |                |        |
| 1994 | Cabin Boy                                      |                | Sim            |                |                | [ 19 ] |
| 1994 | Ed Wood                                        | Sim            | Sim            |                |                | [ 20 ] |
| 1995 | Batman Forever                                 |                | Sim            |                |                | [ 21 ] |
| 1996 | Mary Reilly                                    |                |                |                | Sim            | [ 22 ] |
| 1996 | James and the Giant Peach                      |                | Sim            |                |                | [ 5 ]  |
| 1997 | Mars Attacks!                                  | Sim            | Sim            |                |                | [ 23 ] |
| 1999 | Sleepy Hollow                                  | Sim            |                |                |                | [ 24 ] |
| 2000 | Lost in Oz                                     |                | Sim            | Sim            |                |        |
| 2000 | Stainboy                                       | Sim            |                | Sim            |                |        |
| 2001 | Planet of the Apes                             | Sim            |                |                |                |        |
| 2003 | Big Fish                                       | Sim            |                |                |                |        |
| 2004 | Catwoman                                       |                |                |                | Sim            |        |
| 2005 | Charlie and the Chocolate Factory              | Sim            |                |                |                | [ 25 ] |
| 2005 | Tim Burton's Corpse Bride                      | Sim            | Sim            |                |                |        |
| 2007 | Sweeney Todd: The Demon Barber of Fleet Street | Sim            |                |                |                |        |
| 2009 | Waking Sleeping Beauty                         |                |                |                | Sim            |        |
| 2009 | 9                                              |                | Sim            |                |                |        |
| 2010 | Alice in Wonderland                            | Sim            |                |                |                |        |
| 2012 | Dark Shadows                                   | Sim            |                |                |                |        |
| 2012 | Men in Black 3                                 |                |                |                | Sim            |        |
| 2012 | Abraham Lincoln: Vampire Hunter                |                | Sim            |                |                |        |
| 2012 | Frankenweenie                                  | Sim            | Sim            | Sim            |                |        |
| 2014 | Maleficent                                     |                |                |                | Sim            |        |
| 2015 | Big Eyes                                       | Sim            | Sim            |                |                |        |
| 2016 | Alice Through the Looking Glass                |                | Sim            |                |                |        |
| 2016 | Miss Peregrine's Home for Peculiar Children    | Sim            |                |                |                |        |
| 2019 | Dumbo                                          | Sim            |                |                |                | [ 26 ] |
| 2024 | Beetlejuice Beetlejuice                        | Sim            | Sim            |                |                |        |

### Televisão
| Ano           | Título                                              | Papel   | Papel    | Papel      | Papel | Ref.   |
| Ano           | Título                                              | Diretor | Produtor | Roteirista | Outro | Ref.   |
| ------------- | --------------------------------------------------- | ------- | -------- | ---------- | ----- | ------ |
| 1984          | Faerie Tale Theatre: Aladdin and His Wonderful Lamp | Sim     |          |            |       |        |
| 1986          | Alfred Hitchcock Presents: The Jar                  | Sim     |          |            |       | [ 6 ]  |
| 1987          | Amazing Stories: The Family Dog                     |         | Sim      |            | Sim   |        |
| 1989          | Beetlejuice                                         |         | Sim      | Sim        |       |        |
| 1993          | Family Dog                                          |         | Sim      |            | Sim   |        |
| 2022–presente | Wednesday                                           | Sim     | Sim      |            |       | [ 27 ] |

### Comerciais
| Ano  | Título       | Produto               | Ref.          |
| ---- | ------------ | --------------------- | ------------- |
| 1998 | Garden Gnome | Hollywood Chewing Gum | [ 28 ] [ 29 ] |
| 1999 | Kung-fu      | Timex                 | [ 30 ] [ 31 ] |
| 2000 | Mannequin    | Timex                 | [ 30 ] [ 31 ] |